# Breakable You
Pour plus de détails, voir Fiche technique et Distribution.
Breakable You est une comédie dramatique américaine réalisée par Andrew Wagner et sortie en 2017.

## Synopsis
Le divorce d'Eleanor (Holly Hunter) et Adam (Tony Shalhoub) a de profondes répercussions sur l'ensemble de la famille Weller.

## Distribution
- Holly Hunter : Eleanor Weller
- Tony Shalhoub : Adam Weller
- Alfred Molina : Paul Weller
- Cristin Milioti : Maud Weller
- Omar Metwally : Samir Kamali
- Caroline Aaron : Judith Singer
- Brooke Adams : Ruth Frank
- Isabelle Candelier : Sandrine Bonhommet
- Jeremy Shamos : Robert Gordon

## Autour du film
Breakable You est adapté du roman éponyme (en) de l'écrivain américain Brian Morton publié en 2006.
Le film a été présenté pour la première fois le 7 janvier 2017 au Festival international du film de Palm Springs.
En France, le long métrage est disponible en version originale sous-titrée sur la plateforme Canal VOD.